# Военный музей армии Сальвадора
Военный музей армии Сальвадора находится в Сан-Сальвадоре, столице Сальвадора и расположен в здании бывших казарм Эль-Сапоте, возведённом в 1920-х годах. Экспозиция музея включает 14 выставочных залов, некоторые из которых названы в честь выдающихся военных деятелей, а также две интерактивные зоны. На территории музея также расположены Монумент Национальным героям и Мемориальная площадь.

## История
В 1918 году армия поручила архитектору Борромео Флоресу построить казармы для солдат. На холме, на котором были построены казармы, росли сапотовые деревья, из-за чего казармы были названы «Эль-Сапоте». Во время использования казарм армией они служили оперативным штабом для 1-го артиллерийского полка, а затем Командования поддержки вооруженных сил.
16 июня 1993 года президент Альфредо Кристиани и министр национальной обороны Рене Эмилио Понсе издали исполнительный указ № 65, согласно которому был создан военный музей как филиал департамента военной истории Сальвадора. Министерство национальной обороны назначило местом для музея казармы Эль-Сапоте.

## Экспозиция
В музее представлена разнообразная техника, самолеты и до 35 000 единиц военного оборудования — среди них униформа, документы, фотографии, картины, нашивки, статуи и флаги. Также здесь можно увидеть папамобиль, использованный Папой Римским Иоанном Павлом II во время его визита в Сальвадор в 1996 году, и рельефную карту страны в масштабе 1:25000. На территории музея находятся Мемориальная площадь национального суверенитета и Памятник лидерам Сальвадора, сыгравшим важную роль в обретении независимости Центральной Америки. Экспонаты размещены в нескольких выставочных залах, каждый из которых посвящен определенному периоду военной истории Сальвадора. Изначально музей имел двенадцать залов, но впоследствии их число сократилось до десяти, и некоторые из них получили новые названия.